# Az FC Internazionale Milano 2022–2023-as szezonja
Ez a szócikk az FC Internazionale Milano 2022–2023-as szezonjáról szól, mely sorozatban a 115. idénye az olasz első osztályban. Az előző szezon ezüstérmeseként a hazai bajnokság és kupa mellett a Bajnokok ligájában indulahatott.  A 2022. augusztus 13-án kezdődött és  2023. június 4-én ért véget. Ez az első alkalom amikor egy világ esemény megszakította meg a bajnokságot.

## Mezek
Gyártó: Nike
mezszponzor: Socios.com
| Hazai | Vendég | Harmadik | Kapus |

| Kapus 1 | Kapus 2 | Kapus 3 | Kapus 4 |

## Átigazolások
2022. évi nyári átigazolási időszak, 
 2023. évi téli átigazolási időszak

### Érkezők
| Dátum           | Mezszám | Poszt       | Nemzet   | Név              | Kor  | Honnan   | Szerződés megnevezése | Átigazolási időszak                 | Szerződés vége | Átigazolás összege |
| Nyár            | Nyár    | Nyár        | Nyár     | Nyár             | Nyár | Nyár     | Nyár                  | Nyár                                | Nyár           | Nyár               |
| --------------- | ------- | ----------- | -------- | ---------------- | ---- | -------- | --------------------- | ----------------------------------- | -------------- | ------------------ |
| 2022. július 1. | 18      | hátvéd      | német    | Robin Gosens     | 27   | Atalanta | átigazolás            | 2022. évi nyári átigazolási időszak | 15M €          | [ 2 ]              |
| 2022. július 1. | 19      | csatár      | argentin | Joaquín Correa   | 27   | Lazio    | átigazolás            | 2022. évi nyári átigazolási időszak | 25M €          | [ 3 ]              |
| 2022. július 1. | 22      | középpályás | örmény   | Henrih Mhitarján | 33   | AS Roma  | átigazolás            | 2022. évi nyári átigazolási időszak | ingyen         | [ 4 ]              |
| 2022. július 1. | 24      | kapus       | kameruni | André Onana      | 26   | Ajax     | átigazolás            | 2022. évi nyári átigazolási időszak | ingyen         | [ 5 ]              |

### Kölcsönbe érkezők
| Dátum           | Mezszám | Poszt       | Nemzet | Név              | Kor  | Honnan   | Szerződés megnevezése | Átigazolási időszak                 | Szerződés vége                                | Átigazolás összege | forrás |
| Nyár            | Nyár    | Nyár        | Nyár   | Nyár             | Nyár | Nyár     | Nyár                  | Nyár                                | Nyár                                          | Nyár               | Nyár   |
| --------------- | ------- | ----------- | ------ | ---------------- | ---- | -------- | --------------------- | ----------------------------------- | --------------------------------------------- | ------------------ | ------ |
| 2022. július 1. | 90      | csatár      | belga  | Romelu Lukaku    | 29   | Chelsea  | kölcsönbe             | 2022. évi nyári átigazolási időszak | 2023. június 30.                              | 8 M €              | [ 6 ]  |
| 2022. július 1. | 14      | középpályás | albán  | Kristjan Asllani | 22   | Empoli   | kölcsönbe             | 2022. évi nyári átigazolási időszak | nem hozták nyilvánosságra, vásárlási opcióval | 4 M €              | [ 7 ]  |
| 2022. július 5. | 12      | hátvéd      | olasz  | Raoul Bellanova  | 20   | Cagliari | kölcsönbe             | 2022. évi nyári átigazolási időszak | nem hozták nyilvánosságra                     | 3 M €              | [ 8 ]  |

### Kölcsönből visszatérők
| 2022. július 1.  | kapus       | olasz    | Fabrizio Bagheria     | 21 | Pro Sesto     |
| 2022. július 1.  | kapus       | szerb    | Filip Stanković       | 20 | Volendam      |
| 2022. július 1.  | hátvéd      | olasz    | Niccolò Corrado       | 22 | Feralpisalò   |
| 2022. július 1.  | hátvéd      | brazil   | Dalbert               | 28 | Cagliari      |
| 2022. július 1.  | hátvéd      | olasz    | Christian Dimarco     | 19 | Fiorenzuola   |
| 2022. július 1.  | hátvéd      | olasz    | Lorenzo Moretti       | 20 | Pistoiese     |
| 2022. július 1.  | hátvéd      | olasz    | Lorenzo Pirola        | 20 | Monza         |
| 2022. július 1.  | hátvéd      | belga    | Zinho Vanheusden      | 22 | Genoa         |
| 2022. július 1.  | hátvéd      | olasz    | Davide Zugaro         | 22 | Virtus Verona |
| 2022. július 1.  | középpályás | francia  | Lucien Agoumé         | 20 | Brest         |
| 2022. július 1.  | középpályás | haiti    | Christopher Attys     | 21 | Šibenik       |
| 2022. július 1.  | középpályás | olasz    | Riccardo Boscolo Chio | 19 | Imolese       |
| 2022. július 1.  | középpályás | olasz    | Jacopo Gianelli       | 21 | Pro Sesto     |
| 2022. július 1.  | középpályás | osztrák  | Valentino Lazaro      | 26 | Benfica       |
| 2022. július 1.  | középpályás | belga    | Tibo Persyn           | 20 | Westerlo      |
| 2022. július 1.  | középpályás | olasz    | Marco Pompetti        | 22 | Pescara       |
| 2022. július 1.  | középpályás | olasz    | Stefano Sensi         | 26 | Sampdoria     |
| 2022. július 1.  | középpályás | olasz    | Niccolò Squizzato     | 20 | Juve Stabia   |
| 2022. július 1.  | középpályás | argentin | Franco Vezzoni        | 20 | Pro Patria    |
| 2022. július 1.  | csatár      | olasz    | Sebastiano Esposito   | 19 | Basel         |
| 2022. július 1.  | csatár      | olasz    | Matias Fonseca        | 21 | Pergolettese  |
| 2022. július 1.  | csatár      | olasz    | Samuele Mulattieri    | 21 | Crotone       |
| 2022. július 1.  | csatár      | olasz    | Gaetano Oristanio     | 19 | Volendam      |
| 2022. július 1.  | csatár      | olasz    | Pinamonti Andrea      | 23 | Empoli        |
| 2022. július 1.  | csatár      | olasz    | Eddie Salcedo         | 20 | Spezia        |
| 2022. július 1.  | csatár      | uruguayi | Martín Satriano       | 21 | Brest         |
| 2022. július 24. | csatár      | brazil   | Gabriel Brazão        | 21 | Cruzeiro      |

### Kölcsönbe távozók
| 2022. július 2.  | középpályás | olasz    | Stefano Sensi        | 26 | AC Monza              | [ 9 ]  |
| 2022. július 4.  | csatár      | olasz    | Sebastiano Esposito  | 20 | Anderlecht            | [ 10 ] |
| 2022. július 4.  | csatár      | uruguayi | Martín Satriano      | 21 | Empoli                | [ 11 ] |
| 2022. július 8.  | kapus       | román    | Ionuț Radu           | 25 | Cremonese             | [ 12 ] |
| 2022. július 9.  | középpályás | olasz    | Marco Pompetti       | 22 | Südtirol              | [ 13 ] |
| 2022. július 11. | hátvéd      | argentín | Franco Carboni       | 19 | Cagliari              | [ 14 ] |
| 2022. július 13. | kapus       | olasz    | William Rovida       | 19 | Carrarese             | [ 15 ] |
| 2022. július 15. | középpályás | olasz    | Gaetano Oristanio    | 19 | Volendam              | [ 16 ] |
| 2022. július 15. | középpályás | olasz    | Lorenzo Peschetola   | 19 | Foggia                | [ 17 ] |
| 2022. július 18. | középpályás | koszovói | Andi Hoti            | 19 | Freiburg II           |        |
| 2022. július 19. | középpályás | olasz    | Fabrizio Bagheria    | 21 | Recanatese            |        |
| 2022. július 19. | középpályás | olasz    | Niccolò Squizzato    | 20 | Renate                | [ 18 ] |
| 2022. július 19. | hátvéd      | olasz    | Andrea Moretti       | 20 | Pro Sesto             | [ 19 ] |
| 2022. július 20. | középpályás | argentin | Franco Vezzoni       | 20 | Pro Patria            | [ 20 ] |
| 2022. július 20. | kapus       | szerb    | Filip Stanković      | 20 | Volendam              | [ 21 ] |
| 2022. július 21. | középpályás | olasz    | Mattia Sangalli      | 20 | Lecco                 | [ 22 ] |
| 2022. július 22. | középpályás | olasz    | Francesco Nunziatini | 19 | San Donato Tavarnelle | [ 23 ] |
| 2022. július 22. | középpályás | belga    | Tibo Persyn          | 20 | Eindhoven             | [ 24 ] |
| 2022. július 23. | középpályás | olasz    | Davide Zugaro        | 22 | Sangiuliano City      | [ 25 ] |

### Kölcsönből vissza a klubjukhoz
| 2022. július 1. | hátvéd | német    | Robin Gosens   | 27 | Atalanta |  |
| 2022. július 1. | csatár | ecuadori | Felipe Caicedo | 33 | Genoa    |  |
| 2022. július 1. | csatár | argentin | Joaquín Correa | 27 | Lazio    |  |

### Távozók
| Mezszám | Dátum           | Poszt       | Nemzet   | Név               | Kor  | Hová              | Ár                          | forrás        |      |
| Nyár    | Nyár            | Nyár        | Nyár     | Nyár              | Nyár | Nyár              | Nyár                        | Nyár          | Nyár |
| ------- | --------------- | ----------- | -------- | ----------------- | ---- | ----------------- | --------------------------- | ------------- | ---- |
| 14      | 2022. május 31. | középpályás | horvát   | Ivan Perišić      | 33   | Tottenham Hotspur | lejárt a szerződése, ingyen | [ 26 ] [ 27 ] |      |
|         | 2022. július 1. | hátvéd      | francia  | Andreaw Gravillon | 24   | Reims             | 3.5M €                      | [ 28 ] [ 29 ] |      |
|         | 2022. július 1. | középpályás | olasz    | Lorenzo Gavioli   | 22   | Reggina           | Nem hozták nyilvánosságra   | [ 30 ]        |      |
| 8       | 2022. július 1. | középpályás | uruguayi | Matías Vecino     | 30   |                   |                             |               |      |
| 7       | 2022. július 1. | csatár      | chilei   | Alexis Sánchez    | 33   |                   |                             |               |      |
| 22      | 2022. július 1. | középpályás | chilei   | Arturo Vidal      | 35   |                   |                             |               |      |
| 97      | 2022. július 1. | kapus       | román    | Ionuț Radu        | 24   |                   |                             |               |      |
| 13      | 2022. július 1. | hátvéd      | olasz    | Andrea Ranocchia  | 34   |                   |                             |               |      |

## Szakmai stáb
2021. június 03-án lett frissítve.
| Beosztás                     | Név                |
| ---------------------------- | ------------------ |
| Vezetőedző                   | Simone Inzaghi     |
| Segédedző                    | Cristian Stellini  |
| Kapusedző                    | Adriano Bonaiuti   |
| Erőnléti edző                | Costantino Coratti |
| Erőnléti edző                | Antonio Pintus     |
| Erőnléti edző                | Julio Tous         |
| Orvosi személyzet vezetője   | Piero Volpi        |
| Csapat orvos                 | Alessandro Corsini |
| Csapat orvos                 | Luca Pulici        |
| Csapat orvos                 | Alessandro Quaglia |
| Gyógytornász koordinátor     | Marco Dellacasa    |
| Gyógytornász                 | Leonardo Arici     |
| Gyógytornász                 | Ramon Cavallin     |
| Gyógytornász                 | Dario Fort         |
| Gyógytornász                 | Andrea Galli       |
| Gyógytornász/Csontkovács     | Andrea Veschi      |
| Funkcionális rehabilitáló    | Andrea Belli       |
| Fő táplálkozási tanácsadó    | Matteo Pincella    |
| Labdarúgást elemző menedzser | Michele Salzarulo  |
| Fitness adatok elemző        | Giuseppe Bellistri |
| Technikai-taktikai elemző    | Alessandro Davite  |
| Technikai-taktikai elemző    | Giacomo Toninato   |

## Tabella
| Hely. | Csapat         | M  | Gy | D  | V  | G+ | G– | Gk  | P  | Továbbjutás vagy kiesés     |
| ----- | -------------- | -- | -- | -- | -- | -- | -- | --- | -- | --------------------------- |
| 1.    | Napoli (B, X)  | 36 | 27 | 5  | 4  | 73 | 26 | +47 | 86 | Bajnokok Ligája, csoportkör |
| 2.    | Lazio (X)      | 36 | 20 | 8  | 8  | 55 | 28 | +27 | 68 | Bajnokok Ligája, csoportkör |
| 3.    | Internazionale | 36 | 21 | 3  | 12 | 67 | 40 | +27 | 66 | Bajnokok Ligája, csoportkör |
| 4.    | MilanCV        | 36 | 18 | 10 | 8  | 60 | 42 | +18 | 64 | Bajnokok Ligája, csoportkör |
| 5.    | Atalanta       | 36 | 18 | 7  | 11 | 59 | 43 | +16 | 61 | Európa-liga, csoportkör     |

## Barátságos, felkészülési mérkőzések
|  |

| Internazionale | – |  |
| -------------- | - |  |
|                |   |  |

|  |

## Serie A
Győzelem
      Döntetlen
      Vereség
| Forduló | Ellenfél      | H/V | Eredmény |
| ------- | ------------- | --- | -------- |
| 1       | Lecce         | V   | 1–2      |
| 2       | Spezia        | H   | 3–0      |
| 3       | Lazio         | V   | 3–1      |
| 4       | Cremonese     | H   | 3–1      |
| 5       | AC Milan      | V   | 3–2      |
| 6       | Torino        | H   | 1–0      |
| 7       | Udinese       | V   | 3–1      |
| 8       | AS Roma       | H   | 1–2      |
| 9       | Sassuolo      | V   | 1–2      |
| 10      | Salernitana   | H   | 2–0      |
| 11      | Fiorentina    | V   | 3–4      |
| 12      | Sampdoria     | H   | 3–0      |
| 13      | Juventus      | V   | 2–0      |
| 14      | Bologna       | H   | 6–1      |
| 15      | Atalanta      | V   | 2–3      |
| 16      | Napoli        | H   | 1–0      |
| 17      | AC Monza      | V   | 2–2      |
| 18      | Hellas Verona | H   | 1–0      |
| 19      | Empoli        | V   | 0–1      |

| Forduló | Ellenfél      | H/V | Eredmény |
| ------- | ------------- | --- | -------- |
| 20      | Cremonese     | V   | 1–2      |
| 21      | AC Milan      | H   | 1–0      |
| 22      | Sampdoria     | V   | 0–0      |
| 23      | Udinese       | H   | 3–1      |
| 24      | Bologna       | V   | 1–0      |
| 25      | Lecce         | H   | 2–0      |
| 26      | Spezia        | V   | 2–1      |
| 27      | Juventus      | H   | 0–1      |
| 28      | Fiorentina    | H   | 0–1      |
| 29      | Salernitana   | V   | 1–1      |
| 30      | AC Monza      | H   | 0–1      |
| 31      | Empoli        | V   | 0–3      |
| 32      | Lazio         | H   | 3–1      |
| 33      | Hellas Verona | V   | 0–6      |
| 34      | AS Roma       | V   | 0–2      |
| 35      | Sassuolo      | H   | 4–2      |
| 36      | Napoli        | V   | 3–1      |
| 37      | Atalanta      | H   | 3–2      |
| 38      | Torino        | V   | 0–1      |

## TIMolasz kupa
Győzelem
      Döntetlen
      Vereség
| Forduló | Ellenfél | H/V | Eredmény |
| ------- | -------- | --- | -------- |
| 1       | Parma    | H   | 2–1      |
| 2       | Atalanta | H   | 1–0      |
| 3       | Juventus | V   | 1–1      |

| Forduló | Ellenfél   | H/V | Eredmény |
| ------- | ---------- | --- | -------- |
| 4       | Juventus   | H   | 1–0      |
| 5       | Fiorentina | V   | 1–2      |

## Olasz szuperkupa

### Részletek
| 2023. január 18. 20:00 (CEST) |

| AC Milan | 0–3               | Internazionale                     |
| -------- | ----------------- | ---------------------------------- |
|          | (0–2) Jegyzőkönyv | Dimarco 10' Džeko 21' Martínez 77' |

| Fáhd Király Nemzetközi Stadion, Rijád (Szaúd-Arábia) Nézőszám: 51 357 Játékvezető: Maresca (olasz) |

| Milan | Internazionale |

| GK            | 1  | Ciprian Tătărușanu   |     |     |
| RB            | 2  | Davide Calabria (c)  |     | 80' |
| CB            | 24 | Simon Kjær           |     | 65' |
| CB            | 23 | Fikayo Tomori        |     |     |
| LB            | 19 | Theo Hernández       | 77' |     |
| CM            | 8  | Sandro Tonali        | 85' |     |
| CM            | 4  | Iszmáel Bennászer    |     |     |
| RW            | 30 | Junior Messias       |     | 65' |
| AM            | 10 | Brahim Díaz          |     | 65' |
| LW            | 17 | Rafael Leão          |     |     |
| CF            | 9  | Olivier Giroud       |     | 81' |
| Cserék:       |    |                      |     |     |
| GK            | 77 | Devis Vásquez        |     |     |
| GK            | 83 | Antonio Mirante      |     |     |
| DF            | 20 | Pierre Kalulu        |     | 65' |
| DF            | 21 | Sergiño Dest         |     | 80' |
| DF            | 28 | Malick Thiaw         |     |     |
| DF            | 46 | Matteo Gabbia        |     |     |
| DF            | 94 | Andrea Bozzolan      |     |     |
| MF            | 7  | Yacine Adli          |     |     |
| MF            | 14 | Tiémoué Bakayoko     |     |     |
| MF            | 32 | Tommaso Pobega       |     |     |
| MF            | 40 | Aster Vranckx        |     |     |
| MF            | 90 | Charles De Ketelaere |     | 65' |
| FW            | 12 | Ante Rebić           |     | 81' |
| FW            | 27 | Divock Origi         |     | 65' |
| FW            | 56 | Alexis Saelemaekers  |     |     |
| Vezetőedző:   |    |                      |     |     |
| Stefano Pioli |    |                      |     |     |

| GK             | 24 | André Onana         |     |     |
| CB             | 37 | Milan Škriniar (c)  |     |     |
| CB             | 15 | Francesco Acerbi    |     |     |
| CB             | 95 | Alessandro Bastoni  |     | 85' |
| DM             | 20 | Hakan Çalhanoğlu    | 72' | 84' |
| CM             | 23 | Nicolò Barella      | 33' | 71' |
| CM             | 22 | Henrih Mhitarján    |     |     |
| RW             | 36 | Matteo Darmian      |     |     |
| LW             | 32 | Federico Dimarco    |     | 63' |
| CF             | 9  | Edin Džeko          |     | 71' |
| CF             | 10 | Lautaro Martínez    | 79' |     |
| Cserék:        |    |                     |     |     |
| GK             | 1  | Samir Handanović    |     |     |
| GK             | 21 | Alex Cordaz         |     |     |
| GK             | 31 | Gabriel Brazão      |     |     |
| DF             | 2  | Denzel Dumfries     |     |     |
| DF             | 6  | Stefan de Vrij      |     | 85' |
| DF             | 8  | Robin Gosens        |     | 63' |
| DF             | 12 | Raoul Bellanova     |     |     |
| DF             | 33 | Danilo D'Ambrosio   |     |     |
| DF             | 46 | Mattia Zanotti      |     |     |
| MF             | 5  | Roberto Gagliardini |     | 71' |
| MF             | 14 | Kristjan Asllani    |     | 84' |
| MF             | 45 | Valentín Carboni    |     |     |
| MF             | 77 | Marcelo Brozović    |     |     |
| FW             | 11 | Joaquín Correa      |     | 71' |
| FW             | 90 | Romelu Lukaku       |     |     |
| Vezetőedző:    |    |                     |     |     |
| Simone Inzaghi |    |                     |     |     |

| A mérkőzés embere: Edin Džeko (Internazionale) Asszisztensek: Stefano Alassio Giovanni Baccini Negyedik játékvezető: Daniele Chiffi Tartalék játékvezető: Alessandro Lo Cicero Videóbíró: Aleandro Di Paolo Videóbíró asszisztens: Rosario Abisso | Szabályok - 90 perc játékidő. - 30 perc hosszabbítás döntetlen esetén. - Büntetőrúgások ha ezt követően sincs döntés. - Tizenkét nevezhető, maximum hat becserélhető cserejátékos. |

## Bajnokok ligája

### C csoport
| Hely. | Csapat             | M | Gy | D | V | G+ | G– | Gk  | P  | Továbbjutás                                      |  | BAY | INT | BAR | PLZ |
| ----- | ------------------ | - | -- | - | - | -- | -- | --- | -- | ------------------------------------------------ |  | --- | --- | --- | --- |
| 1.    | Bayern München (T) | 6 | 6  | 0 | 0 | 15 | 2  | +13 | 18 | Továbbjut a nyolcaddöntőbe                       |  | —   | 2–0 | 2–0 | 5–0 |
| 2.    | Internazionale (T) | 6 | 3  | 1 | 2 | 10 | 7  | +3  | 10 | Továbbjut a nyolcaddöntőbe                       |  | 0–2 | —   | 1–0 | 4–0 |
| 3.    | Barcelona (K)      | 6 | 2  | 1 | 3 | 12 | 12 | 0   | 7  | Átkerül az Európa-liga nyolcaddöntő rájátszásába |  | 0–3 | 3–3 | —   | 5–1 |
| 4.    | Viktoria Plzeň (K) | 6 | 0  | 0 | 6 | 5  | 24 | −19 | 0  |                                                  |  | 2–4 | 0–2 | 2–4 | —   |

| 2022. szeptember 7. 21:00 |

| Internazionale | 0 – 2               | Bayern München                      |
| -------------- | ------------------- | ----------------------------------- |
| Dimarco 90'    | (0 – 1) Jegyzőkönyv | 25' Sané 41' De Ligt 66' D’Ambrosio |

| Giuseppe Meazza Stadion, Milánó Nézőszám: 58 951 Játékvezető: Clément Turpin (francia) |

| 2022. szeptember 13. 18:45 |

| Viktoria Plzeň                               | 0 – 2               | Internazionale                                     |
| -------------------------------------------- | ------------------- | -------------------------------------------------- |
| Sýkora 12' Kalvach 15' Jemelka 22' Bucha 61′ | (0 – 1) Jegyzőkönyv | 20' Džeko 60' Bastoni 70' Dumfries 78' Gagliardini |

| Doosan Arena, Plzeň Nézőszám: 11 252 Játékvezető: Sandro Schärer (svájci) |

| 2022. október 4. 21:00 |

| Internazionale                                                         | 1 – 0               | Barcelona             |
| ---------------------------------------------------------------------- | ------------------- | --------------------- |
| Barella 23' Çalhanoğlu 45+2', 70' Martínez 76' Bastoni 88' Onana 90+6' | (1 – 0) Jegyzőkönyv | 60' Busquets 76' Gavi |

| San Siro, Milánó Nézőszám: 71 360 Játékvezető: Slavko Vinčić (szlovén) |

| 2022. október 12. 21:00 |

| Barcelona                                           | 3 – 3               | Internazionale                                                     |
| --------------------------------------------------- | ------------------- | ------------------------------------------------------------------ |
| Dembélé 40', 78' Roberto 72' Lewandowski 82', 90+2' | (1 – 0) Jegyzőkönyv | 50' Barella 52', 63' Martínez 55' De Vrij 84' Mhitarján 89' Gosens |

| Camp Nou, Barcelona Nézőszám: 92 302 Játékvezető: Szymon Marciniak (lengyel) |

| 2022. október 26. 18:45 |

| Internazionale                          | 4 – 0               | Viktoria Plzeň             |
| --------------------------------------- | ------------------- | -------------------------- |
| Mhitarján 35' Džeko 42', 66' Lukaku 87' | (2 – 0) Jegyzőkönyv | 45+1' Mosquera 49' Pernica |

| San Siro, Milánó Nézőszám: 71 849 Játékvezető: Andreas Ekberg (svéd) |

| 2022. november 1. 21:00 |

| Bayern München                                                     | 2 – 0               | Internazionale         |
| ------------------------------------------------------------------ | ------------------- | ---------------------- |
| Pavard 32' Sabitzer 38' Kimmich 48' Choupo-Moting 72' Stanišić 48' | (1 – 0) Jegyzőkönyv | 40' Gosens 90' Carboni |

| Allianz Arena, München Nézőszám: 75 000 Játékvezető: Ivan Kružliak (szlovák) |

### Nyolcaddöntők
| 2023. február 22. 21:00 |

| Internazionale | 1–0               | Porto |
| -------------- | ----------------- | ----- |
| Lukaku 86'     | (0–0) Jegyzőkönyv |       |

| San Siro, Milánó Játékvezető: Srđan Jovanović (szerb) |

| 2023. március 14. 21:00 (20:00 WET) |

| Porto | 0–0         | Internazionale |
| ----- | ----------- | -------------- |
|       | Jegyzőkönyv |                |

| Estádio do Dragão, Porto Játékvezető: Szymon Marciniak (lengyel) |

### Negyeddöntők
| 2023. április 11. 21:00 (20:00 WEST) |

| Benfica | 0–2               | Internazionale                    |
| ------- | ----------------- | --------------------------------- |
|         | (0–0) Jegyzőkönyv | Barella 51' Lukaku 82' (11-esből) |

| Estádio da Luz, Lisszabon Játékvezető: Michael Oliver (angol) |

| 2023. április 19. 21:00 |

| Internazionale                      | 3–3               | Benfica                             |
| ----------------------------------- | ----------------- | ----------------------------------- |
| Barella 14' Martínez 65' Correa 78' | (1–1) Jegyzőkönyv | Aursnes 38' A. Silva 86' Musa 90+5' |

| Giuseppe Meazza Stadion, Milánó Játékvezető: Carlos del Cerro Grande (spanyol) |

### Elődöntők
| 2023. május 10. 21:00 |

| Milan | 0–2               | Internazionale         |
| ----- | ----------------- | ---------------------- |
|       | (0–2) Jegyzőkönyv | Džeko 8' Mhitarján 11' |

| Giuseppe Meazza Stadion, Milánó Játékvezető: Jesús Gil Manzano (spanyol) |

| 2023. május 16. 21:00 |

| Internazionale | 1–0               | Milan |
| -------------- | ----------------- | ----- |
| Martinez 74'   | (0–0) Jegyzőkönyv |       |

| Giuseppe Meazza Stadion, Milánó Játékvezető: Clément Turpin (francia) |

### Döntő
| 2023. június 10. 21:00 |

| Manchester City | 1–0   | Internazionale |
| --------------- | ----- | -------------- |
| Rodri 68'       | (0–0) |                |

| Atatürk Olimpiai Stadion, Isztambul Nézőszám: 71 412 Játékvezető: Szymon Marciniak (lengyel) |

| Manchester City | Internazionale |

| KA            | 31 | Ederson           | 90+4' |
| KV            | 25 | Manuel Akanji     |       |
| KV            | 3  | Rúben Dias        |       |
| KV            | 6  | Nathan Aké        |       |
| KP            | 5  | John Stones       | 82'   |
| KP            | 16 | Rodri             |       |
| JSZ           | 20 | Bernardo Silva    |       |
| TKP           | 17 | Kevin De Bruyne   | 36'   |
| TKP           | 8  | İlkay Gündoğan () |       |
| BSZ0          | 10 | Jack Grealish     |       |
| KCS           | 9  | Erling Haaland    | 90+2' |
| Cserék:       |    |                   |       |
| KA            | 18 | Stefan Ortega     |       |
| KA            | 33 | Scott Carson      |       |
| V             | 2  | Kyle Walker       | 82'   |
| V             | 14 | Aymeric Laporte   |       |
| V             | 21 | Sergio Gómez      |       |
| V             | 82 | Rico Lewis        |       |
| KP            | 4  | Kalvin Phillips   |       |
| KP            | 32 | Máximo Perrone    |       |
| KP            | 47 | Phil Foden        | 36'   |
| KP            | 80 | Cole Palmer       |       |
| CS            | 19 | Julián Álvarez    |       |
| CS            | 26 | Rijad Mahrez      |       |
| Vezetőedző:   |    |                   |       |
| Pep Guardiola |    |                   |       |

| KA             | 24             | André Onana         | 90+2'   |
| KV             | 36             | Matteo Darmian      | 84'     |
| KV             | 15             | Francesco Acerbi    |         |
| KV             | 95             | Alessandro Bastoni  | 76'     |
| JKP            | 2              | Denzel Dumfries     | 76'     |
| KP             | 23             | Nicolò Barella      | 59'     |
| KP             | 77             | Marcelo Brozović () |         |
| KP             | 20             | Hakan Çalhanoğlu    | 84'     |
| BKP0           | 32             | Federico Dimarco    |         |
| KCS            | 10             | Lautaro Martínez    |         |
| KCS            | 9              | Edin Džeko          | 57'     |
| Cserék:        |                |                     |         |
| KA             | 1              | Samir Handanović    |         |
| KA             | 21             | Alex Cordaz         |         |
| V              | 6              | Stefan de Vrij      |         |
| V              | 12             | Raoul Bellanova     | 76'     |
| V              | 33             | Danilo D’Ambrosio   | 84'     |
| V              | 37             | Milan Škriniar      |         |
| KP             | 5              | Roberto Gagliardini |         |
| KP             | 8              | Robin Gosens        | 76'     |
| KP             | 14             | Kristjan Asllani    |         |
| KP             | 22             | Henrih Mhitarján    | 84'     |
| CS             | 11             | Joaquín Correa      |         |
| CS             | 90             | Romelu Lukaku       | 57' 83' |
| Vezetőedző:    |                |                     |         |
| Simone Inzaghi | Simone Inzaghi | Simone Inzaghi      | 90+6'   |

| Asszisztensek: Paweł Sokolnicki (lengyel) Tomasz Listkiewicz (lengyel) Negyedik játékvezető: Kovács István (román) Tartalék játékvezető: Vasile Marinescu (román) Videóbírók: Tomasz Kwiatkowski (lengyel) Bartosz Frankowski (lengyel) Marco Fritz (német) | Szabályok - 90 perc. - 30 perc hosszabbítás, ha szükséges. - Ha ekkor sincs döntés, akkor tizenegyesek következnek. - Tizenkét cserejátékos nevezhető. - Öt játékos cserélhető, a hosszabbításban még egy cserelehetősége van mindkét csapatnak. A cserékre három alkalommal van lehetőség, amelybe nem számít bele a félidő, a hosszabbítás előtti szünet és a hosszabbítás félideje. |

## Statisztika
Legutóbb frissítve: 2022. október 26-án lett.
| Kiírás           | Statisztikák | Statisztikák | Statisztikák | Statisztikák | Statisztikák | Statisztikák | Statisztikák | Kezdő forduló/ helyezés | Végső forduló/ helyezés | Mérkőzések dátumai  | Mérkőzések dátumai | Mérkőzések dátumai |
| Kiírás           | M            | GY           | D            | V            | LG–KG        | GK           | Gy %         | Kezdő forduló/ helyezés | Végső forduló/ helyezés | Első                | Utolsó             | Következő          |
| ---------------- | ------------ | ------------ | ------------ | ------------ | ------------ | ------------ | ------------ | ----------------------- | ----------------------- | ------------------- | ------------------ | ------------------ |
| Serie A          | 11           | 7            | 0            | 04           | 22 – 17      | +5           | 63,64%       | 6                       | -                       | 2022. augusztus 13. | 2023. június 4.    | 2022. október 29.  |
| Olasz kupa       | 0            | 0            | 0            | 0            | 0 – 0        | +0           | 00.00%       | (legjobb 32)            | -                       | 2023 január 10.     | -                  | 2023 január 10.    |
| Olasz szuperkupa | 0            | 0            | 0            | 0            | 0 – 0        | +0           | 00.00%       | Döntő                   | -                       | 2023. január 18.    | 2023. január 18.   | 2023. január 18.   |
| Bajnokok ligája  | 05           | 03           | 01           | 01           | 10 – 5       | +5           | 60.00%       | (csoportkör)            |                         | 2022. szeptember 7. | -                  | 2022. november 1.  |
| Összesen         | 16           | 010          | 01           | 05           | 32 – 22      | +10          | 62.50%       | –                       | –                       | –                   | –                  | –                  |

| Összesen | Összesen | Összesen | Összesen | Összesen | Összesen | Összesen | Otthon | Otthon | Otthon | Otthon | Otthon | Otthon | Otthon | Idegenben | Idegenben | Idegenben | Idegenben | Idegenben | Idegenben | Idegenben |
| M        | GY       | D        | V        | LG–KG    | GK       | P        | M      | GY     | D      | V      | LG–KG  | GK     | P      | M         | GY        | D         | V         | LG–KG     | GK        | P         |
| -------- | -------- | -------- | -------- | -------- | -------- | -------- | ------ | ------ | ------ | ------ | ------ | ------ | ------ | --------- | --------- | --------- | --------- | --------- | --------- | --------- |
| 11       | 7        | 0        | 4        | 22 – 17  | +5       | 16       | 5      | 4      | 0      | 1      | 10 – 3 | +7     | 9      | 6         | 3         | 0         | 3         | 12 – 14   | –2        | 9         |

### Helyezések fordulónként
| Forduló  | 1  | 2  | 3 | 4  | 5 | 6  | 7 | 8 | 9  | 10 | 11 | 12 | 13 | 14 | 15 | 16 | 17 | 18 | 19 | 20 | 21 | 22 | 23 | 24 | 25 | 26 | 27 | 28 | 29 | 30 | 31 | 32 | 33 | 34 | 35 | 36 | 37 | 38 |
| -------- | -- | -- | - | -- | - | -- | - | - | -- | -- | -- | -- | -- | -- | -- | -- | -- | -- | -- | -- | -- | -- | -- | -- | -- | -- | -- | -- | -- | -- | -- | -- | -- | -- | -- | -- | -- | -- |
| Helyszín | I  | O  | I | O  | I | O  | I | O | I  | O  | I  | O  | I  | O  | I  | O  | I  | O  | O  | I  | O  | I  | O  | I  | O  | I  | O  | O  | I  | O  | I  | O  | I  | I  | O  | I  | O  | I  |
| Eredmény | GY | GY | V | GY | V | GY | V | V | GY | GY | GY |    |    |    |    |    |    |    |    |    |    |    |    |    |    |    |    |    |    |    |    |    |    |    |    |    |    |    |
| Helyezés | 6  | 2. | 7 | 3. | 8 | 6  | 7 | 9 | 7  | 7  | 7  |    |    |    |    |    |    |    |    |    |    |    |    |    |    |    |    |    |    |    |    |    |    |    |    |    |    |    |

Helyszín: O = Otthon; I = Idegenben. Eredmény: GY = Győzelem; D = Döntetlen; V = Vereség.
A csapat helyezései fordulónként, idővonalon ábrázolva.

### Keret statisztika
Legutóbb 2022. október 12-én lett frissítve.
| Mezszám                         | Poszt | Név                    | Bajnokság (Serie A) | Bajnokság (Serie A) | Olasz kupa    | Olasz kupa | Olasz szuperkupa | Olasz szuperkupa | Bajnokok Ligája | Bajnokok Ligája | Összesen      | Összesen |
| Mezszám                         | Poszt | Név                    | Pályára lépés       | Gól                 | Pályára lépés | Gól        | Pályára lépés    | Gól              | Pályára lépés   | Gól             | Pályára lépés | Gól      |
| ------------------------------- | ----- | ---------------------- | ------------------- | ------------------- | ------------- | ---------- | ---------------- | ---------------- | --------------- | --------------- | ------------- | -------- |
| 1                               | GK    | Samir Handanović       | 8                   | 0                   | 0             | 0          | 0                | 0                | 0               | 0               | 8             | 0        |
| 2                               | MF    | Denzel Dumfries        | 9                   | 1                   | 0             | 0          | 0                | 0                | 4               | 1               | 13            | 2        |
| 5                               | MF    | Roberto Gagliardini    | 4                   | 0                   | 0             | 0          | 0                | 0                | 2               | 0               | 6             | 0        |
| 6                               | DF    | Stefan de Vrij         | 7                   | 0                   | 0             | 0          | 0                | 0                | 3               | 0               | 10            | 0        |
| 8                               | DF    | Robin Gosens           | 7                   | 0                   | 0             | 0          | 0                | 0                | 4               | 1               | 11            | 1        |
| 9                               | FW    | Edin Džeko             | 9                   | 3                   | 0             | 0          | 0                | 0                | 4               | 1               | 13            | 4        |
| 10                              | FW    | Lautaro Martínez       | 9                   | 3                   | 0             | 0          | 0                | 0                | 4               | 1               | 13            | 4        |
| 11                              | FW    | Joaquín Correa         | 8                   | 2                   | 0             | 0          | 0                | 0                | 3               | 0               | 11            | 2        |
| 12                              | DF    | Raoul Bellanova        | 3                   | 0                   | 0             | 0          | 0                | 0                | 1               | 0               | 4             | 0        |
| 14                              | MF    | Kristjan Asllani       | 4                   | 0                   | 0             | 0          | 0                | 0                | 3               | 0               | 7             | 0        |
| 20                              | MF    | Hakan Çalhanoğlu       | 8                   | 1                   | 4             | 0          | 0                | 0                | 2               | 0               | 14            | 2        |
| 21                              | GK    | Alex Cordaz            | 0                   | 0                   | 0             | 0          | 0                | 0                | 0               | 0               | 0             | 0        |
| 22                              | MF    | Henrih Mhitarján       | 6                   | 0                   | 0             | 0          | 0                | 0                | 4               | 0               | 10            | 0        |
| 23                              | MF    | Nicolò Barella         | 9                   | 2                   | 0             | 0          | 0                | 0                | 3               | 1               | 12            | 3        |
| 24                              | GK    | André Onana            | 1                   | 0                   | 0             | 0          | 0                | 0                | 4               | 0               | 4             | 0        |
| 32                              | DF    | Federico Dimarco       | 9                   | 1                   | 0             | 0          | 0                | 0                | 3               | 0               | 12            | 1        |
| 33                              | DF    | Danilo D’Ambrosio      | 4                   | 0                   | 0             | 0          | 0                | 0                | 2               | 0               | 6             | 0        |
| 36                              | DF    | Matteo Darmian         | 7                   | 0                   | 0             | 0          | 0                | 0                | 3               | 0               | 10            | 0        |
| 37                              | DF    | Milan Škriniar         | 9                   | 0                   | 0             | 0          | 0                | 0                | 4               | 0               | 13            | 0        |
| 45                              | MF    | Valentín Carboni       | 1                   | 0                   | 0             | 0          | 0                | 0                | 0               | 0               | 1             | 0        |
| 46                              | DF    | Mattia Zanotti         | 0                   | 0                   | 0             | 0          | 0                | 0                | 0               | 0               | 0             | 0        |
| 47                              | DF    | Alessandro Fontanarosa | 0                   | 0                   | 0             | 0          | 0                | 0                | 0               | 0               | 0             | 0        |
| 77                              | MF    | Marcelo Brozović       | 7                   | 2                   | 0             | 0          | 0                | 0                | 2               | 0               | 9             | 2        |
| 90                              | FW    | Romelu Lukaku          | 3                   | 1                   | 0             | 0          | 0                | 0                | 0               | 0               | 3             | 1        |
| 95                              | DF    | Alessandro Bastoni     | 8                   | 0                   | 0             | 0          | 0                | 0                | 4               | 0               | 12            | 0        |
| —                               | GK    | Gabriel Brazão         | 0                   | 0                   | 0             | 0          | 0                | 0                | 0               | 0               | 0             | 0        |
| —                               | DF    | Dalbert                | 0                   | 0                   | 0             | 0          | 0                | 0                | 0               | 0               | 0             | 0        |
| Már nem tagja az idei szezonnak |       |                        |                     |                     |               |            |                  |                  |                 |                 |               |          |

### Góllövőlista
Legutóbb 2022. október 12-én lett frissítve.
| #         | Mezszám   | Poszt       | Név              | Serie A | Coppa Italia | Supercoppa Italiana | Champions League | Összesen |
| --------- | --------- | ----------- | ---------------- | ------- | ------------ | ------------------- | ---------------- | -------- |
| 1         | 9         | csatár      | Edin Džeko       | 3       | 0            | 0                   | 1                | 4        |
| 1         | 10        | csatár      | Lautaro Martínez | 3       | 0            | 0                   | 1                | 4        |
| 3         | 23        | középpályás | Nicolò Barella   | 2       | 0            | 0                   | 1                | 3        |
| 4         | 2         | középpályás | Denzel Dumfries  | 1       | 0            | 0                   | 1                | 2        |
| 4         | 11        | csatár      | Joaquín Correa   | 2       | 0            | 0                   | 0                | 2        |
| 4         | 20        | középpályás | Hakan Çalhanoğlu | 1       | 0            | 0                   | 1                | 2        |
| 4         | 77        | középpályás | Marcelo Brozović | 2       | 0            | 0                   | 0                | 2        |
| 8         | 8         | hátvéd      | Robin Gosens     | 0       | 0            | 0                   | 1                | 1        |
| 8         | 32        | hátvéd      | Federico Dimarco | 1       | 0            | 0                   | 0                | 1        |
| 8         | 90        | csatár      | Romelu Lukaku    | 1       | 0            | 0                   | 0                | 1        |
| Összesen: | Összesen: | Összesen:   | Összesen:        | 16      | 0            | 0                   | 6                | 20       |

### Gólpasszok
Legutóbb 2022. október 12-én lett frissítve.
| #         | Mezszám   | Poszt       | Név                | Serie A | Coppa Italia | Supercoppa Italiana | Champions League | Összesen |
| --------- | --------- | ----------- | ------------------ | ------- | ------------ | ------------------- | ---------------- | -------- |
| 1         | 23        | középpályás | Nicolò Barella     | 3       | 0            | 0                   | 0                | 3        |
| 2         | 2         | középpályás | Denzel Dumfries    | 2       | 0            | 0                   | 0                | 2        |
| 2         | 9         | csatár      | Edin Džeko         | 1       | 0            | 0                   | 1                | 2        |
| 2         | 10        | csatár      | Lautaro Martínez   | 1       | 0            | 0                   | 1                | 2        |
| 2         | 11        | csatár      | Joaquín Correa     | 1       | 0            | 0                   | 1                | 2        |
| 2         | 20        | középpályás | Hakan Çalhanoğlu   | 1       | 0            | 0                   | 1                | 2        |
| 2         | 36        | hátvéd      | Matteo Darmian     | 2       | 0            | 0                   | 0                | 2        |
| 8         | 22        | középpályás | Henrih Mhitarján   | 1       | 0            | 0                   | 0                | 1        |
| 8         | 32        | hátvéd      | Federico Dimarco   | 0       | 0            | 0                   | 1                | 1        |
| 8         | 90        | csatár      | Romelu Lukaku      | 1       | 0            | 0                   | 0                | 1        |
| 8         | 95        | hátvéd      | Alessandro Bastoni | 0       | 0            | 0                   | 1                | 1        |
| Összesen: | Összesen: | Összesen:   | Összesen:          | 13      | 0            | 0                   | 6                | 19       |

### Lapok
Legutóbb 2022. október 12-én lett frissítve.
| #        | Poszt       | Név                 | Serie A   | Serie A                              | Serie A   | Coppa Italia | Coppa Italia                         | Coppa Italia | Supercoppa Italiana | Supercoppa Italiana                  | Supercoppa Italiana | Champions League | Champions League                     | Champions League | Összesen  | Összesen                             | Összesen  |
| #        | Poszt       | Név                 | Sárga lap | sárga lap · 2. sárga lap · kiállítva | kiállítva | Sárga lap    | sárga lap · 2. sárga lap · kiállítva | kiállítva    | Sárga lap           | sárga lap · 2. sárga lap · kiállítva | kiállítva           | Sárga lap        | sárga lap · 2. sárga lap · kiállítva | kiállítva        | Sárga lap | sárga lap · 2. sárga lap · kiállítva | kiállítva |
| -------- | ----------- | ------------------- | --------- | ------------------------------------ | --------- | ------------ | ------------------------------------ | ------------ | ------------------- | ------------------------------------ | ------------------- | ---------------- | ------------------------------------ | ---------------- | --------- | ------------------------------------ | --------- |
| 2        | középpályás | Denzel Dumfries     | 1         | 0                                    | 0         | 0            | 0                                    | 0            | 0                   | 0                                    | 0                   | 0                | 0                                    | 0                | 1         | 0                                    | 0         |
| 5        | középpályás | Roberto Gagliardini | 0         | 0                                    | 0         | 0            | 0                                    | 0            | 0                   | 0                                    | 0                   | 1                | 0                                    | 0                | 1         | 0                                    | 0         |
| 6        | hátvéd      | Stefan de Vrij      | 0         | 0                                    | 0         | 0            | 0                                    | 0            | 0                   | 0                                    | 0                   | 1                | 0                                    | 0                | 1         | 0                                    | 0         |
| 8        | hátvéd      | Robin Gosens        | 1         | 0                                    | 0         | 0            | 0                                    | 0            | 0                   | 0                                    | 0                   | 0                | 0                                    | 0                | 1         | 0                                    | 0         |
| 10       | csatár      | Lautaro Martínez    | 0         | 0                                    | 0         | 0            | 0                                    | 0            | 0                   | 0                                    | 0                   | 2                | 0                                    | 0                | 2         | 0                                    | 0         |
| 11       | csatár      | Joaquín Correa      | 1         | 0                                    | 0         | 0            | 0                                    | 0            | 0                   | 0                                    | 0                   | 0                | 0                                    | 0                | 1         | 0                                    | 0         |
| 14       | középpályás | Kristjan Asllani    | 1         | 0                                    | 0         | 0            | 0                                    | 0            | 0                   | 0                                    | 0                   | 0                | 0                                    | 0                | 1         | 0                                    | 0         |
| 20       | középpályás | Hakan Çalhanoğlu    | 0         | 0                                    | 0         | 0            | 0                                    | 0            | 0                   | 0                                    | 0                   | 1                | 0                                    | 0                | 1         | 0                                    | 0         |
| 22       | középpályás | Henrih Mhitarján    | 2         | 0                                    | 0         | 0            | 0                                    | 0            | 0                   | 0                                    | 0                   | 1                | 0                                    | 0                | 3         | 0                                    | 0         |
| 23       | középpályás | Nicolò Barella      | 1         | 0                                    | 0         | 0            | 0                                    | 0            | 0                   | 0                                    | 0                   | 1                | 0                                    | 0                | 2         | 0                                    | 0         |
| 24       | kapus       | André Onana         | 0         | 0                                    | 0         | 0            | 0                                    | 0            | 0                   | 0                                    | 0                   | 1                | 0                                    | 0                | 1         | 0                                    | 0         |
| 32       | hátvéd      | Federico Dimarco    | 0         | 0                                    | 0         | 0            | 0                                    | 0            | 0                   | 0                                    | 0                   | 1                | 0                                    | 0                | 1         | 0                                    | 0         |
| 33       | hátvéd      | Danilo D'Ambrosio   | 1         | 0                                    | 0         | 0            | 0                                    | 0            | 0                   | 0                                    | 0                   | 0                | 0                                    | 0                | 1         | 0                                    | 0         |
| 36       | hátvéd      | Matteo Darmian      | 2         | 0                                    | 0         | 0            | 0                                    | 0            | 0                   | 0                                    | 0                   | 0                | 0                                    | 0                | 2         | 0                                    | 0         |
| 77       | középpályás | Marcelo Brozović    | 5         | 0                                    | 0         | 0            | 0                                    | 0            | 0                   | 0                                    | 0                   | 0                | 0                                    | 0                | 5         | 0                                    | 0         |
| 95       | hátvéd      | Alessandro Bastoni  | 0         | 0                                    | 0         | 0            | 0                                    | 0            | 0                   | 0                                    | 0                   | 1                | 0                                    | 0                | 1         | 0                                    | 0         |
| Összesen | Összesen    | Összesen            | 16        | 0                                    | 0         | 0            | 0                                    | 0            | 0                   | 0                                    | 0                   | 11               | 0                                    | 0                | 27        | 0                                    | 0         |

### Kapusteljesítmények
Az alábbi táblázatban a csapat kapusainak teljesítményét tüntettük fel.
A felkészülési mérkőzéseket nem vettük figyelembe.
Legutóbb 2022. október 12-én lett frissítve.
| Helyezés | Kapus            | Bajnokság        | Bajnokság         | Olasz Kupa      | Olasz Kupa        | Olasz Szuperkupa | Olasz Szuperkupa  | Bajnokok Ligája | Bajnokok Ligája   | Összesen        | Összesen          |
| Helyezés | Kapus            | Összes mérkőzést | Ebből gól nélküli | Összes mérkőzés | Ebből gól nélküli | Összes mérkőzés  | Ebből gól nélküli | Összes mérkőzés | Ebből gól nélküli | Összes mérkőzés | Ebből gól nélküli |
| -------- | ---------------- | ---------------- | ----------------- | --------------- | ----------------- | ---------------- | ----------------- | --------------- | ----------------- | --------------- | ----------------- |
| 1        | Samir Handanović | 8                | 2                 | 0               | 0                 | 0                | 0                 | 0               | 0                 | 8               | 2                 |
| 2        | André Onana      | 1                | 0                 | 0               | 0                 | 0                | 0                 | 4               | 2                 | 5               | 2                 |
| 3        | Alex Cordaz      | 0                | 0                 | 0               | 0                 | 0                | 0                 | 0               | 0                 | 0               | 0                 |
|          |                  | 9                | 2                 | 0               | 0                 | 0                | 0                 | 4               | 2                 | 13              | 4                 |